# Regula jocului (film din 2000)
Regula jocului (în engleză Rules of Engagement) este un film american dramatic de război regizat de William Friedkin după un scenariu de Stephen Gaghan, bazat pe o poveste de Jim Webb. În rolurile principale au interpretat actorii Tommy Lee Jones și Samuel L. Jackson. Jackson interpretează rolul colonelului Terry Childers, care este adus la curtea marțială după ce pușcași marini americani la ordinul lui Childers au ucis mai mulți civili în fața  ambasadei SUA din Yemen.
A fost produs de studiourile Scott Rudin Productions și Seven Arts Pictures și a avut premiera la 7 aprilie 2000, fiind distribuit de Paramount Pictures. Coloana sonoră este compusă de Mark Isham. Cheltuielile de producție s-au ridicat la 60 de milioane de dolari americani. Filmul a avut încasări de 71,7 milioane de dolari americani.

## Rezumat
În 1968, în timpul războiului din Vietnam, un dezastruos avans american îl lasă pe locotenentul de marină american Hayes Hodges rănit și pe oamenii săi morți. Colegul său de echipă, locotenentul Terry Childers, execută un prizonier nord-vietnamez pentru a intimida un ofițer captiv să anuleze un atac cu mortar asupra poziției lui Hodges; salvând viața ofițerului, astfel Childers îl salvează pe Hodges. În 1996, Hodges, acum colonel, urmează să se retragă după 28 de ani ca ofițer JAG. La petrecerea sa de pre-pensionare de la Clubul Ofițerilor din Camp Lejeune, este onorat de vechiul său prieten, colonelul Terry Childers, acum ofițerul comandant al unei unități de expediție marină.
Childers și unitatea sa sunt dislocate în sud-vestul Asiei ca parte a unui grup de pregătire, chemat să evacueze ambasadorul SUA în Yemen atunci când o demonstrație anti-americană de rutină la ambasadă devine violentă, cu pietre aruncate, cocktailuri Molotov și focuri de armă. Escortând ambasadorul Mourain și familia sa în siguranță la elicopter, Childers recuperează steagul american al ambasadei. Sub focul puternic al lunetiștilor de pe acoperișurile din apropiere, trei pușcași marini sunt uciși, iar Childers le ordonă oamenilor să deschidă focul asupra mulțimii, provocând moartea a 83 de soldați și civili din Yemen, inclusiv copii; iar restul personalului marin și al ambasadei sunt salvați.
Consilierul american pentru securitate națională, Bill Sokal, face presiuni asupra armatei pentru a-l aduce în fața instanței martiale pe Childers, sperând să salveze relațiile americane din Orientul Mijlociu punând toată vina pentru incident asupra colonelului. Childers îi cere lui Hodges să-l apere ca avocat, iar acesta acceptă cu reticență. Hodges respinge o înțelegere din partea procurorului, maiorul Biggs, care este convins de vinovăția lui Childers, dar în mod privat refuză să ia în considerare pedeapsa cu moartea. Cu puțin timp pentru a pregăti o apărare, Hodges se duce în Yemen, unde martorii și poliția susțin că pușcașii marini au tras mai întâi asupra mulțimii neînarmate. Vizitând ambasada abandonată și unii dintre răniți, observă o cameră de securitate nedeteriorată și casete audio împrăștiate peste tot cu inscripții în arabă.
Întorcându-se în SUA, Hodges îl confruntă pe Childers cu privire la lipsa completă a dovezilor care să susțină versiunea sa asupra evenimentelor, rezultând o luptă cu pumnii. Sokal arde în secret o casetă video care dezvăluie că mulțimea era înarmată și a tras prima asupra pușcașilor marini, îl forțează pe Mourain să spună în boxa martorilor că mulțimea era pașnică și că Childers nu i-a ignorat ordinele și a fost violent și lipsit de respect față de el și familia sa. Hodges se întâlnește cu soția lui Mourain, care recunoaște că Childers a acționat curajos, dar refuză să depună mărturie. Căpitanul Lee, care a ezitat să urmeze ordinul lui Childers, nu poate depune mărturie că a văzut focuri de armă trase de mulțime. Un medic yemenit mărturisește că acele casete audio găsite de Hodges sunt propagandă care incită la violență împotriva americanilor, dar declară că protestul a fost pașnic.
Când Sokal depune mărturie, Hodges prezintă un manifest de expediere care demonstrează că banda de pe camera nedeteriorată - cea pe care Sokal a ars-o - a fost trimisă la biroul lui Sokal, dar a dispărut, cu imagini care probabil l-ar fi exonerat pe Childers. Childers explică că el a fost singurul pușcaș marin supraviețuitor care a putut vedea mulțimea înarmată. La interogatoriu, Biggs îl determină pe Childers să recunoască că atunci când a dat ordinul a avut un limbaj necuvenit. Childers își pierde cumpătul, declarând că nu va sacrifica viața oamenilor săi pentru Biggs, spre disperarea lui Hodges.
Procuratura îl aduce pe colonelul Binh Le Cao, ofițerul vietnamez a cărui viață a cruțat-o, ca martor, acesta mărturisind că Childers a executat un prizonier de război neînarmat. În timpul interogatoriului lui Hodges, Cao este de acord că Childers a luat aceste măsuri pentru a salva vieți americane și că, dacă circumstanțele ar fi inversate, Cao ar fi făcut același lucru. După proces, Hodges îl confruntă pe Sokal despre caseta lipsă, jurând să descopere adevărul. Childers este găsit vinovat de acuzația minoră de încălcare a păcii, dar nevinovat la acuzațiile de conduita nepotrivită ca ofițer și crimă; Biggs îi spune lui Hodges că va începe investigarea acțiunilor lui Childers în Vietnam, dar Hodges refuză să depună mărturie. Părăsind tribunalul, Cao și Childers se salută reciproc în formă de respect.
În epilog se dezvăluie că Sokal a fost găsit vinovat de distrugerea dovezilor și Mourain de mărturie mincinoasă, ambii pierzându-și slujba, în timp ce Childers s-a retras onorabil.

## Distribuție
Rolurile principale au fost interpretate de actorii: 
- Tommy Lee Jones - Col Hayes Lawrence "Hodge" Hodges II, USMC
- Samuel L. Jackson - Col Terry L. Childers, USMC
- Guy Pearce - Maior Mark Biggs, USMC
- Ben Kingsley - Ambasador Mourain
- Bruce Greenwood - consilierul american pentru securitate națională Bill Sokal
- Anne Archer - soția ambasadorului Mourain
- Blair Underwood - Căpitan Lee, USMC
- Philip Baker Hall - Gen Hayes Lawrence Hodges, USMC (Ret)
- Dale Dye - MajGen Perry, USMC
- Amidou - Doctor Ahmar
- Mark Feuerstein - Căpitan Tom Chandler
- Richard McGonagle - Judecător al curțiimarțiale, Col E. Warner, USMC
- Baoan Coleman - Colonel Binh Le Cao, NVA (Retd)
- Nicky Katt - Hayes Lawrence Hodges III
- Ryan Hurst - Căpitan Hustings, USMC
- Gordon Clapp - Harris
- Hayden Tank - Justin
- Ahmed Abounouom - Jimi
- William Gibson - operatorul radio al lui Hodges
- Tuan Tran - tranducător
- John Speredakos - avocat
- Jihane Kortobi - fetița fără picior
- David Lewis Hays - executor judecătoresc NCO
- Peter Tran - operatorul radio al Col Cao
- Bonnie Johnson - Mary Hodges
- Jason C. West - operatorul radio al Col Childer
- Attifi Mohamed - Tariq
- Zouheir Mohamed - Aziz
- Thom Barry - Șef de Stat Major al Forțelor Armate Americane
- Kevin Cooney -  General cu 4 stele
- Helen Manning - Sarah Hodges
- David Graf - comandant ARG
- Conrad Backmann - Secretarul Apărării
- Baouyen C. Bruyere - nepoata Col Cao
- G. Gordon Liddy - gazdă talk-show

## Producție
Scenariul s-a bazat pe o poveste originală de James Webb și a fost dezvoltat împreună cu Scott Rudin. William Friedkin a fost angajat să regizeze, dar a avut probleme în colaborarea cu Webb la rescrierile scenariului. Rudin i-a transmis proiectul lui Richard Zanuck, care l-a angajat apoi pe Stephen Gaghan să lucreze la scenariu. Webb a urât munca lui Gaghan și a fost frustrat de încercările realizatorului de a primi cooperare din partea Departamentului Apărării SUA, care a fost obținută în cele din urmă. Filmările în locație au avut loc în Maroc, Nokesville, Virginia, Warrenton, Virginia (scene cu baza militară), Hunting Island, Carolina de Sud (scene din Vietnam) și Mount Washington, Virginia (scenele cu proprietatea generalului Hodges).

## Primire
Pe Rotten Tomatoes, 36% din cei 96 de critici chestionați au dat filmului o recenzie pozitivă; ratingul mediu fiind de 5/10. Consensul critic al site-ului este că: „scenariul nu este convingător, iar acțiunea din sala de judecată este lentă”. Peter Bradshaw de la The Guardian a scris că filmul are „o intrigă leneșă, grotesc de necinstită și hrănește o tulpină înfiorătoare de islamofobie”. Charles Gittins, pentru CNN, a scris că „filmul reușește să surprindă detaliile unei operațiuni militare de succes și să arate posibilele consecințe politice ale unei astfel de operațiuni. cu toate acestea scenele cu curtea marțială nu sunt nici exacte, nici convingătoare.” Pentru Chicago Sun-Times, Roger Ebert a dat filmului două stele și jumătate din patru, lăudând „melodrama sa expertă” în timp ce a criticat „scenariul care te enervează.”
Comitetul pentru anti-discriminare americano-arab (American-Arab Anti-Discrimination Committee) l-a descris ca fiind „probabil cel mai rasist film realizat vreodată împotriva arabilor de Hollywood”, comparându-l cu Nașterea unei națiuni și Evreul etern (Der ewige Jude). Cu toate acestea, regizorul William Friedkin a respins acuzațiile că filmul ar fi rasist:
Permiteți-mi să vă spun în față, filmul nu este anti-arab, nu este anti-musulman și cu siguranță nu este anti-Yemen. Pentru a face filmul în Maroc, actualul rege al Marocului a trebuit să citească scenariul și să-l aprobe și să-și semneze numele ... și nimeni din partea arabă [a distribuției și a echipei de producție] nu a simțit că filmul era anti-arab. Filmul este antiterorist. Acesta ia o poziție puternică împotriva terorismului și spune că terorismul are multe fețe ... dar nu am făcut acest film pentru a calomnia guvernul din Yemen. Este o democrație și nu cred nicio clipă că susține teroriști mai mult decât o face America.
Friedkin a declarat mai târziu că filmul „a fost un succes la box-office, dar mulți critici l-au văzut ca fiind agresiv de naționalist”. El spune că James Webb a văzut ulterior filmul la recomandarea prietenului său colonelul David Hackworth; Webb l-a sunat apoi pe Friedkin pentru a-i spune cât de mult i-a plăcut.